# VMLY&R
VMLY&R är ett internationellt reklambyrånätverk. Det bildades år 2018 genom sammanslagning av Valentine McCormick Ligibel (VML) och Young & Rubicam.

## Historik
Young & Rubicam grundades i Philadelphia år 1923 och utvecklades till en av världens större reklambyråer med ett internationellt nätverk av kontor. VML hade grundats år 1992 i Kansas City. Företaget WPP plc köpte Young & Rubicam år 2000 och VML år 2001. Vid övertagandet hade VML utöver kontoret i Kansas City enbart en handfull andra kontor i USA, men skulle under de följande åren växa internationellt.
Sammanslagningen offentliggjordes den 26 september 2018. VML:s tidigare vd Jon Cook blev även vd för det sammanslagna företaget. Vid sammanslagningen hade man över 7000 anställda.
År 2020 uppgick ett annat WPP-ägt byrånätverk, den år 2013 grundade Geometry Global, i VMLY&R.
Den 17 oktober 2023 meddelade WPP att WMLY&R skulle gå ihop med likaledes WPP-ägda Wunderman Thompson för att bilda ett nytt byrånätverk kallat VML. Sammanslagning skedde den 1 januari 2024.

## Byråer
VMLY&R hade över hundra kontor med 11 000 anställda. Dess enda byrå i Norden var Bates VMLY&R (tidigare Bates Y&R) i Köpenhamn, som hade tillhört Young & Rubicam sedan år 2006.